# Ітінка
Іті́нка (Ягвайка, рос. Итинка) — річка в Росії, права притока Іти. Протікає територією Великососновського району Пермського краю, Дебьоського та Шарканського районів Удмуртії.
Річка Ягвайка починається за 1 км на північний захід від присілка Сурони. Через 0,5 км входить на територію Пермського краю, де тече на північ та північний захід, потім повертає на захід. Біля присілку Ягвай, знову на території Удмуртії, річка повертає на південний захід і тече в такому напрямку до самого гирла. Береги річки подекуди заліснені, у нижній течії вона меандрує. Після присілка Ягвайдур річка отримує назву Ітінка. На річці створено декілька ставків. Річка приймає декілька дрібних приток, найбільша з яких ліві Сюрек та Зюзінка, яка у свою чергу приймає праву Єжовку та ліву Чупішур.
Над річкою розташовані населені пункти Дебьоського району Ягвай та Івани, Шарканського району Ягвайдур та Усково.